# Richard av Middleton
Richard av Middleton, kallad Doctor solidus, född 1249, död 1308, var en skolastisk filosof och teolog. Han skrev bland annat två kommentarer till Petrus Lombardus Sentenser. Bland hans intressen fanns teorin om hylemorfism.